# پل آبرسان بادامک
پل آبرسان بادامک مربوط به دوره قاجار است و در شهرستان شهریار، روستای بادامک واقع شده. این اثر در تاریخ ۱۱ شهریور ۱۳۸۲ با شمارهٔ ثبت ۹۸۹۶ به‌عنوان یکی از آثار ملی ایران ثبت شده.
پل دارای یک چشمه طاق و به شکل گهواره ای می باشد و از آجر ساخته شده ، ارتفاع طاق حدود چهار متر می باشد ودر داخل طاق چهار تیر  چوبی قرار داده شده است .
مصالح عمده آن خاک و شن و قطعات سنگ با ملاط گل آهک در پایه و در دیواره از آجرهایی  به ابعاد (۲۰×۲۰×۴) استفاده شده است.